# Saint-Sauveur-de-Ginestoux
Saint-Sauveur-de-Ginestoux è un comune francese di 57 abitanti situato nel dipartimento della Lozère nella regione dell'Occitania.

## Società

### Evoluzione demografica
Abitanti censiti